# 올리버 버스웰
올리버 버스웰(J. Oliver Buswell, 1895년 1월 16일~1977년 2월 4일)는 장로교 목사이자, 교수로서 미국의 커버넌트 신학교(Covenant College andSeminary, St. Louis, Missouri)에서 은퇴하였다.
오랜 세월동안 철학과 신학을 가르쳤으며, 기독교 교육가로 명성을 떨치면서 기독교 교육 분야에서 오랜 경력과 탁월한 능력을 보였다. 미네소타 대학교(University of Minnesota, B.A.)에서 문학사, 메코믹 신학교에서(McCormick Theological Seminary, B.D.) 신학사, 시카고 대학교에서 (University of Chicago M.A.) 문학석사, 그리고 뉴욕 대학교에서(New York University, Ph.D.) 철학박사 학위를 취득하였다. 1927년에 달라스 복음주의 신학대학(Evangelical Theological college of Dallas, Texas)으로부터 명예 신학박사(D.D.) 학위를, 1936년에는 휴튼 대학(Houghton College, Houghton, New York)으로부터 명예 문학박사(LL.D.) 학위를 수여받기도 하였다. 1926년부터, 페이스 신학교 (Faith Theological Seminary)의 조직신학 교수로 가게 되었던 1940년까지, 그는 휘튼 대학(Wheaton College)의 세 번째 총장으로 재직하였다. 1941년에는, 후에 쉘튼 대학(Shelton Cllege)으로 개명된 National Bible Institute의 총장으로 수고하였고, 1956년 그 학교를 떠난 후에는 커버넌트 신학교에서 가르쳤다. 그는 미국 철학회, 복음주의 신학회, 그리고 다른 학문적 기관의 회원으로 활동하였다. 저서로는 [Problems in the Prayer Life], [The Lamb of God Series], [Behold Him], [What is God?][Sin and Atonement], [The Christian Life][Unfulfilled Prophecy] 등이 있다.

## 저서
- A Christian View of Being and Knowing ( Grand Rapids; Zondervan, 1960) : 경험적 변증학을 다룬 저서.